# Збірна Сербії з баскетболу
Збірна Сербії з баскетболу — представляє Сербію в міжнародних баскетбольних змаганнях і управляється Федерацією баскетболу Сербії (член ФІБА з 1936 року). ФІБА визнає збірну Сербії правонаступником збірних Сербії і Чорногорії з баскетболу, а також збірної Югославії з баскетболу. Чинний тренер збірної — Светислав Пешич.